# Illiers-Combray
Illiers-Combray är en kommun i departementet Eure-et-Loir i regionen Centre-Val de Loire strax norr om centrala Frankrike. Kommunen ligger i kantonen Illiers-Combray som tillhör arrondissementet Chartres. År 2022 hade Illiers-Combray 3 228 invånare.
Kommunen hette ursprungligen endast Illiers. Namnet kommer av Illhari eller Islar, ett personnamn av germanskt ursprung. Marcel Proust gjorde staden känd, då han skildrade den under namnet Combray i sin romansvit På spaning efter den tid som flytt. Den 8 april 1971 döptes Illiers officiellt om till Illiers-Combray, för att fira 100-årsjubileet av Prousts födelse 1871. Detta skedde efter beslut av inrikesministern Raymond Marcellin i ett dekret av den 29 mars samma år, publicerat i Frankrikes statstidning Journal officiel de la République française den 7 april. Illiers-Combray är den enda kommunen i Frankrike med ett namn lånat från litteraturens värld.

## Befolkningsutveckling
Antalet invånare i kommunen Illiers-Combray
Referens:INSEE